# Riserva naturale Oasi WWF di Valpredina
L'Oasi WWF di Valpredina è un'area naturale protetta situata nel territorio comunale di Cenate Sopra, in provincia di Bergamo. Istituita nel 1983, l'area si estende lungo le pendici meridionali del Monte Misma e rappresenta uno degli ambienti forestali più integri delle Prealpi bergamasche.
La gestione è affidata al WWF Italia, che si avvale della collaborazione di volontari dell’associazione e del sostegno economico della Regione. 

## Storia
L'oasi nacque nel 1983 grazie alla donazione dell'intera proprietà da parte dei coniugi Enzo e Lucia Bardoneschi all'Associazione Italiana per il WWF. L’area venne inizialmente istituita come riserva naturale parziale di interesse forestale e paesistico con la Legge Regionale n. 86/1983 e si estendeva su una superficie di 37 ettari, successivamente ampliata fino a coprire gli oltre 90 ettari attuali secondo quanto previsto dal piano di gestione approvato dalla Regione Lombardia il 18 febbraio 1997.
Nel 2008, la riserva ha ottenuto il riconoscimento come Sito di interesse comunitario (SIC) e successivamente come Zona speciale di conservazione (ZSC), in base alla Direttiva Habitat. È così entrata a far parte della rete europea Natura 2000, un sistema strategico volto alla tutela della biodiversità e degli habitat naturali di pregio.
Il toponimo Valpredina — letteralmente “valle delle pietre” — richiama l’antica vocazione produttiva del territorio, storicamente legata all’estrazione della Cote, una pietra silicea particolarmente dura utilizzata per affilare utensili da taglio. Queste pietre, localmente note come prede nel dialetto bergamasco, venivano lavorate nelle numerose cave attive per secoli nell’area compresa tra Cenate, Albino e Pradalunga. L’attività estrattiva, fiorente sia in ambito domestico che artigianale, ha lasciato un’impronta indelebile nella memoria locale e nel paesaggio stesso, contribuendo alla definizione dell’identità culturale della valle.
Le pendici inferiori della riserva conservano ancora oggi i segni delle trasformazioni storiche del territorio, tra cui evidenti terrazzamenti agricoli, frutto dei disboscamenti medievali documentati fin dal XII secolo. Questi interventi furono realizzati per ricavare spazi coltivabili e pascoli in una zona montana tradizionalmente povera di suolo agricolo, testimoniando un lungo processo di adattamento umano all’ambiente.

## Territorio
La riserva naturale di Valpredina, attraversata dal torrente Predina, si estende nel territorio comunale di Cenate Sopra, in un contesto paesaggistico di rilevante valore ambientale. Confina a est con il comune di Pradalunga e a nord con quello di Albino, inserendosi armoniosamente nel sistema collinare e montano delle Prealpi bergamasche, di cui rappresenta uno degli ambiti più integri e meglio conservati. 
L’area protetta copre una superficie di circa 90 ettari, distribuiti lungo un ampio gradiente altitudinale che va dai 400 metri del fondovalle fino ai 1.160 metri della cima del Monte Misma. Questo dislivello genera una straordinaria varietà di ambienti naturali, dalle formazioni boschive ripariali ai castagneti e faggete di mezza costa, fino alle praterie d’altura, creando condizioni ecologiche favorevoli alla presenza di numerose specie animali e vegetali, alcune delle quali rare o minacciate.
Il clima montano, caratterizzato da abbondanti precipitazioni e temperature mediamente fresche, contribuisce ulteriormente alla ricchezza di biodiversità dell’area, favorendo l’insediamento di habitat forestali complessi e stabili.

## Habitat

### Flora
Il paesaggio vegetale dell’Oasi WWF di Valpredina è dominato da boschi termofili composti principalmente da roverella, farnia e castagno, quest’ultimo introdotto e favorito dall’uomo in passato, con esemplari di grandi dimensioni visibili in particolare nella zona di Ca' Pustì. La comunità vegetale prevalente è costituita da latifoglie mesofile con elementi termofili, che si estende dalle pendici fino alle zone prossime alla vetta del Monte Misma.
Sui versanti esposti a sud, caratterizzati da suoli asciutti e da un passato di ceduazione, si trovano ornielli, carpini neri e una ricca componente arbustiva composta da nocciolo, corniolo, biancospino comune, lantana e diverse specie di ginestra come la tinctoria e la germanica.
Nelle aree più umide e fresche si sviluppano boschetti di pioppo tremolo e, lungo i corsi d’acqua e le sorgenti, il sambuco nero, particolarmente apprezzato dagli uccelli per i suoi frutti. Nelle zone di ristagno d’acqua si insediano il giunco tenace e la felce maschio.
Il sottobosco è ricco di pungitopo, tamaro comune, pervinca e numerosi ellebori (Helleborus niger, H. viridis, H. foetidus), oltre ai ciclamini e a diverse orchidee spontanee, particolarmente abbondanti nei prati d’altitudine, classificati come habitat prativo prioritario a livello comunitario.
In alcune aree terrazzate un tempo coltivate a vite, oggi si trovano olivi, piantati a partire dagli anni ’80 e ben adattati al microclima mite della zona.

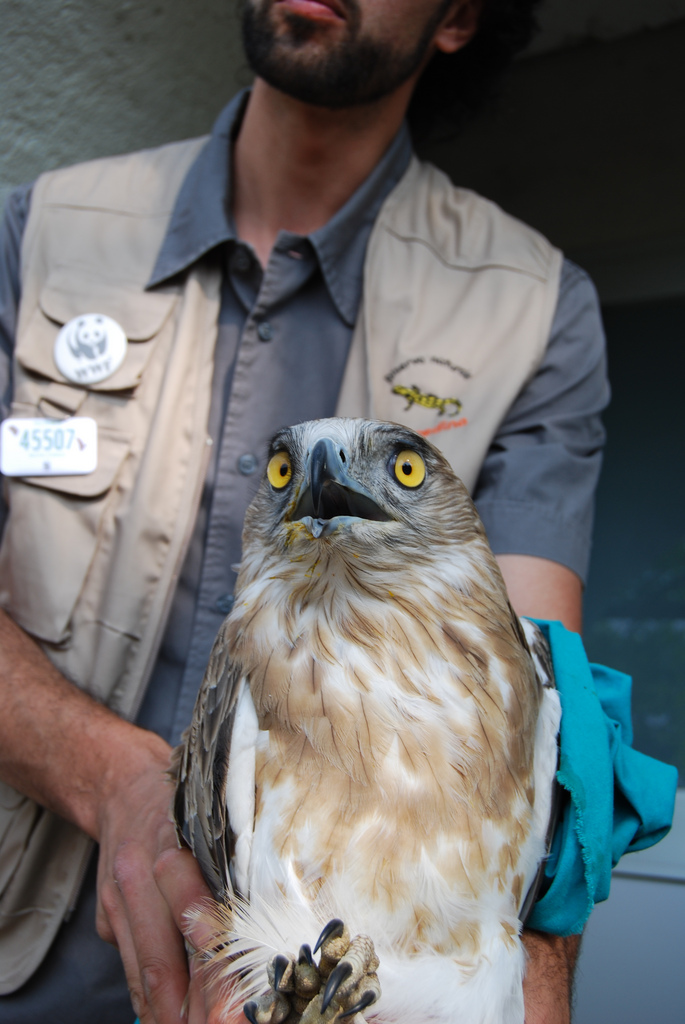
Rapace curato dal CRAS dell'Oasi Valpredina

### Fauna
La riserva ospita una notevole biodiversità faunistica, favorita dalla varietà degli ambienti e dalla bassa antropizzazione. Nelle acque limpide del torrente Predina vive il gambero di fiume, specie protetta e di interesse comunitario. Tra gli anfibi, sono presenti il tritone crestato e la salamandra pezzata, adottata come simbolo ufficiale dell’oasi.
La fauna avicola è particolarmente ricca: oltre cinquanta le specie nidificanti, tra cui il falco pellegrino, il rigogolo, e durante la stagione degli amori la poiana, il corvo imperiale, il nibbio bruno e il gheppio, visibili nelle aree rocciose di Ca’ Pessina. Nei vecchi castagni trovano rifugio i principali rapaci notturni come l'allocco, la civetta e il barbagianni. Il cuculo è tra le prime specie udibili in primavera, mentre la ghiandaia domina acusticamente il bosco per tutto l’anno. Durante l’autunno, l’oasi rappresenta una buona direttrice di migrazione, con la presenza di numerose specie di passo.
Tra i mammiferi, si contano oltre venti specie: volpe, tasso, donnola, faina, martora e il capriolo. Recentemente è stata segnalata anche la presenza del cinghiale, introdotto illegalmente per scopi venatori, che ha causato problemi di competizione ecologica con la fauna autoctona. Grazie alla protezione attiva, alla conversione del bosco in alto fusto e alla repressione del bracconaggio, si prevede un consolidamento delle popolazioni faunistiche e un miglioramento complessivo dell’equilibrio ecologico dell’area.

## Attività

#### CRAS – Centro Recupero Animali Selvatici
Presso l'oasi ha sede uno dei più importanti CRAS della Lombardia, dotato di ambulatorio veterinario, recinti di degenza e voliere per la riabilitazione di uccelli e piccoli mammiferi feriti o in difficoltà. Ogni anno vengono recuperati e curati oltre 1000 esemplari, molti dei quali successivamente reintrodotti in natura.

#### Progetti di conservazione
Una delle iniziative più rilevanti, risalente al marzo 2018, ha visto la liberazione all’interno dell’area di oltre cento uccelli (principalmente passeriformi), oltre che di tre gheppi, due poiane e un allocco, curati e riabilitati presso il CRAS della riserva in collaborazione con le Guardie WWF Lombardia, le Polizie provinciali e i Carabinieri Forestali.
Recentemente, nell’ambito dei progetti LIFE Gestire 2020 e LIFE NatConnect 2030, è stato realizzato un nuovo stagno multifunzionale, situato a quota 550 m nella località Ca’ Pessina, destinato alla reintroduzione della bombina variegata o ululone dal ventre giallo, specie prioritaria per la Rete Natura 2000 e a rischio estinzione in Lombardia. 
Tra il 2023 e il 2024, sono stati reintrodotti nell'oasi 203 esemplari, cresciuti in un centro sperimentale regionale a Ca’ Matta (Bergamo). Queste attività rientrano in una strategia più ampia volta a garantire una popolazione stabile di ululone, preservando l’equilibrio ecologico dell’area e favorendo la conservazione di specie anfibie sensibili, in un contesto sempre più minacciato dal cambiamento climatico e dalla siccità.

#### Educazione ambientale
All’ingresso della riserva si trova un’area agricola biologica certificata, accanto alla quale è stata realizzata una zona didattica accessibile ai visitatori, concepita con finalità educative e divulgative. Da qui si sviluppa un articolato “percorso natura”, che ha inizio presso il giardino botanico adiacente al centro visite, dove sono raccolte e classificate numerose specie vegetali, sia autoctone della Valpredina sia provenienti da altri continenti, ciascuna accompagnata da appositi cartellini identificativi.
Lungo il tracciato si incontrano stagni didattici per l’osservazione degli ecosistemi acquatici, un’area di compostaggio dedicata alla sensibilizzazione sul riciclo dei rifiuti organici, un recinto per tartarughe, e spazi destinati alla promozione della biodiversità, come il giardino delle farfalle e una zona dedicata agli impollinatori, in particolare api e insetti utili.
Il percorso è corredato da numerose bacheche informative, che illustrano in modo chiaro e accessibile le caratteristiche della fauna selvatica e degli habitat presenti nella riserva, offrendo così ai visitatori un’esperienza immersiva, istruttiva e in stretta connessione con la natura.